# Starý Kolín (železniční zastávka)
Starý Kolín je železniční zastávka v centrální části stejnojmenné obce v okrese Kolín ve Středočeském kraji, nedaleko ramene řeky Labe. Leží na elektrizované dvoukolejné trati Praha – Česká Třebová (3 kV ss).

## Historie
Strážní domek se zastávkou byl otevřen jako součást železnice z Olomouce do Prahy. Slavnostní vlak tudy projel 20. srpna 1845 za osobního řízení spoluautora návrhu trati inženýra Jana Pernera. Návrh původně empírové budovy je připisován, stejně jako u všech stanic na této trase, architektu Antonu Jünglingovi.
Po zestátnění soukromých společností v Rakousku-Uhersku po roce 1908 pak obsluhovala stanici jedna společnost, Císařsko-královské státní dráhy (kkStB), po roce 1918 pak správu přebraly Československé státní dráhy.
Roku 1957 byl na trati procházející zastávkou zahájen elektrický provoz.

## Popis
Zastávkou prochází první a třetí železniční koridor, leží na trase 4. panevropského železničního koridoru. Nachází se zde dvě jednostranná nástupiště s podchodem a přístřešky. Vlaky mohou zastvákou projíždět rychlostí až 160 km/h.